# Earl Sondes
Earl Sondes war ein erblicher britischer Adelstitel in der Peerage of the United Kingdom.

## Verleihung und nachgeordnete Titel
Der Titel wurde am 4. Mai 1880 für den Politiker George Milles, 5. Baron Sondes, geschaffen. Er hatte bereits 1874 von seinem Vater den Titel 5. Baron Sondes, of Lees Court in the County of Kent, geerbt, der am 22. Mai 1760 dessen Großvater verliehen worden war. Dieser war mütterlicherseits der Enkel und Erbe des 1. Earl of Rockingham, dessen nachgeordneter Titel des Viscount Sondes 1746 erloschen war.
Beide Titel erloschen schließlich beim kinderlosen Tod des 5. Earls am 2. Dezember 1996.

## Liste der Barons und Earls Sondes

### Barons Sondes (1760)
- Lewis Watson, 1. Baron Sondes (1728–1795)
- Lewis Watson, 2. Baron Sondes (1754–1806)
- Lewis Watson, 3. Baron Sondes (1792–1836)
- George Milles, 4. Baron Sondes (1794–1874)
- George Milles, 5. Baron Sondes (1824–1894) (1880 zum Earl Sondes erhoben)

### Earl Sondes (1880)
- George Milles, 1. Earl Sondes (1824–1894)
- George Milles-Lade, 2. Earl Sondes (1861–1907)
- Lewis Milles, 3. Earl Sondes (1866–1941)
- George Milles, 4. Earl Sondes (1914–1970)
- Henry Milles-Lade, 5. Earl Sondes (1940–1996)